# Zbigniew Puchajda
Zbigniew Hipolit Puchajda (ur. 27 października 1939 w Brzozowie, zm. 4 marca 2023 w Olsztynie) – polski agronom, nauczyciel akademicki i polityk, profesor nauk rolniczych, działacz PPS.

## Życiorys
Był synem Stanisława i Marii. W 1957 został absolwentem Liceum Ogólnokształcącego w Brzozowie. Ukończył następnie studia na Wyższej Szkole Rolniczej w Olsztynie. W latach 60. pracował na różnych stanowiskach w zakładach mięsnych na Podkarpaciu. W 1970 uzyskał stopień naukowy doktora, po czym był zatrudniony jako adiunkt (1972–1980) i docent (1980–1981) w Akademii Rolniczo-Technicznej w Olsztynie. Pełnił obowiązki zastępcy dyrektora Instytutu Hodowli i Technologii Produkcji Zwierzęcej ART (1983–1986 i 1996–1999), był też pełnomocnikiem rektora ds. współpracy z Francją (1992–2000) oraz kierownikiem studium doktoranckiego na Wydziale Zootechnicznym ART (1996–2001). Uzyskał stopień doktora habilitowanego, a w 1993 otrzymał tytuł profesora nauk rolniczych. W 1992 objął stanowisko profesora nadzwyczajnego, a w 1996 został profesorem zwyczajnym. Pozostawał pracownikiem ART i następnie Katedry Hodowli Bydła i Oceny Mleka na Wydziale Bioinżynierii Zwierząt Uniwersytetu Warmińsko-Mazurskiego, gdzie został później profesorem emerytowanym.
Był stypendystą rządu Republiki Francuskiej, pracownikiem naukowym w INRA w Clermont-Ferrand i ITEB w Paryżu, a także docentem i kierownikiem katedry genetyki na jednym z uniwersytetów w Algierii.
Działał w Polskiej Zjednoczonej Partii Robotniczej, był I sekretarzem jej komitetu uczelnianego i podstawowej organizacji partyjnej w ART. Później był wieloletnim działaczem Polskiej Partii Socjalistycznej, pełnił m.in. funkcję przewodniczącego jej zarządu wojewódzkiego. W latach 2001–2003 kierował tym ugrupowaniem jako przewodniczący jej rady naczelnej. W 1998 uzyskał mandat radnego sejmiku warmińsko-mazurskiego (z listy SLD), pełnił funkcję jego wiceprzewodniczącego (1999–2002). W 2002 nie uzyskał reelekcji, startując z listy SLD-UP. Od 1998 do 2002 był pełnomocnikiem marszałka województwa ds. integracji europejskiej i koordynacji programów pomocowych, a w latach 2003–2008 sprawował funkcję dyrektora Departamentu Integracji Europejskiej i Współpracy z Zagranicą Urzędu Marszałkowskiego w Olsztynie.
W wyborach parlamentarnych w 1997 bez powodzenia kandydował do Sejmu z listy koalicyjnego Sojuszu Lewicy Demokratycznej (którego częścią była wówczas PPS), a w wyborach w 2001 również bezskutecznie startował do Senatu z ramienia PPS. W wyborach do Parlamentu Europejskiego w 2004 bez powodzenia startował z listy Socjaldemokracji Polskiej (będąc wówczas osobą bezpartyjną).
Był żonaty z Urszulą. 9 marca 2023 został pochowany na cmentarzu komunalnym w Olsztynie-Dywitach.

## Odznaczenia
Odznaczony Złotym Krzyżem Zasługi (1993), Medalem Komisji Edukacji Narodowej oraz Krzyżem Kawalerskim Orderu Odrodzenia Polski (1999).